# Republikken Altaj
 For alternative betydninger, se Altaj.
Republikken Altaj (russisk: Респу́блика Алта́й, tr. Respúblika Altáj; ataj: Алтай Республика, tr. Altaj Respublika) er en af 21 autonome republikker i Den Russiske Føderation. Republikkens har et areal på 92.903 km² og 215.161(2016) indbyggere. Republikkens hovedstad er Gorno-Altajsk.

## Geografi
Republikken Altaj ligger i Asiens geografiske midtpunkt, hvor den sibirske taiga møder de centralasiatiske stepper og Mongoliets halvørkener.

### Grænser
Republikken grænser til Kemerovo oblast og Republikken Khakasija i nord, Republikken Tyva i øst, Mongoliet, Kina og Kasakhstan i syd og Altaj kraj i vest.
Altajbjergene udgør en stor del af republikken, som er kendt for sin uberørte natur.